# Cesar MC
Cesar Resende Lemos, mais conhecido pelo nome artístico Cesar MC, é um rapper e compositor brasileiro. Ficou conhecido com os singles "Canção Infantil" e "Minha Última Letra" lançado em 2018.

## Biografia
Cesar Resende Lemos, é um rapper capixaba do Morro do Quadro - nascido em Vitória, Espírito Santo. É filho de um funcionário público e de uma professora de Português.
Na adolescência foi influenciado por artistas como Racionais MCs, Emicida, Charlie Brown Jr., Legião Urbana e, por influência dos pais, Milton Nascimento e a banda capixaba Moxuara. Era considerado uma pessoa tímida e tranquila: "Sempre fui tímido, calado. Absorvia muitas coisas ao meu redor, mas ficava no meu mundo. As pessoas até acham que eu era louco. Na escola, eu ficava mais no canto. Em casa, escrevia na parede do quarto", disse em uma entrevista ao G1.
Cesar foi aprovado no curso de matemática da UFES, mas largou logo depois por não conseguir conciliar o estudo com a música/RAP.

## Carreira
Começou a se interessar em ser rapper no final de 2014 ao ver pela primeira vez uma batalha de MC's na praça do SESC, em Vitória. A partir dai começou a participar do Rap de Quinta, e futuramente do Boca a Boca (um projeto que incentivava o Freestyle, Poesia e tudo relacionado ao Hip Hop). Ele ganhou a sua primeira batalha, mas perdeu a segunda, em suas próprias palavras: "O primeiro confronto eu ganhei, porém o segundo perdi. Primeiro foi a sensação de que nasci pra isso. A segunda foi uma surra tão grande que eu falei: ‘talvez não seja bem assim’. Depois voltei de novo e continuei”, disse em uma entrevista ao Século Diário.
César foi crescendo aos poucos nas batalhas e participou da Seletiva do Nacional 2016, onde ganhou do MC Arthur na final. No Nacional de 2016, César conseguiu chegar até as quartas de finais, mas acabou perdendo para Sid (DF) (mais tarde o Sid foi o campeão daquela edição). Apesar de ficar bastante abalado com a derrota, logo voltou a rimar e, com o intuito de ficar ainda melhor, disputou diversas batalhas em outros estados nos meses seguintes.
Na seletiva de 2017 ganhou do rapper Noventa na final e foi novamente classificado para o Nacional. No Nacional de 2017 César enfrentou: Alves (DF), Menor (AM), Jeff (MA), e Drizzy (MG), vencendo todos e se tornando o campeão daquela edição.
Além do Nacional, no mesmo ano César se tornou o primeiro campeão da BDA Anos, formando trio com Dudu e Araps.
A partir de então César tem se dedicado a músicas, principalmente em parceria com a Pineapple, lançando músicas como Canção Infantil, Minha última letra, Quem tem boca vaia Roma e fazendo participações em "Favela Vive" e "Poetas no Topo".

## Discografia

### Álbuns de estúdio
- Ligações Estranhas

| Singles                          | Data de lançamento |
| -------------------------------- | ------------------ |
| Minha Última Letra               | 12 de nov. de 2018 |
| Poesia Acústica #8: Amor e Samba | 21 de jan. de 2019 |
| Canção Infantil                  | 27 de jun. de 2019 |
| Poetas no Topo 3.3               | 28 de dez. de 2019 |
| Poesia Acústica #9: Melhor Forma | 18 de ago. de 2020 |
| Favela Vive                      | 12 de nov. de 2020 |